# Nguyễn Văn Hiếu (Cà Mau)
Nguyễn Văn Hiếu (24 tháng 11 năm 1922 – 6 tháng 3 năm 1991) là một chính khách Việt Nam. Ông sinh tại Cà Mau, từng tham gia phong trào Cách mạng Tháng Tám, là đảng viên Đảng Dân chủ và được kết nạp vào Đảng Cộng sản Việt Nam năm 1951. 
Kể từ năm 1960, Nguyễn Văn Hiếu tham gia Mặt trận Dân tộc giải phóng Miền Nam và giữ chức vụ Tổng thư ký của liên minh chính trị này. Ngoài ra ông còn đảm nhiệm vị trí Chánh Thư ký Tổng Liên đoàn Lao động Việt Nam trong khoảng thời gian 1959 – 1963. Ngày 20 tháng 10 năm 1962, Nguyễn Văn Hiếu làm Trưởng Đoàn đại biểu Mặt trận Dân tộc giải phóng miền Nam ra Bắc Bộ gặp gỡ Chủ tịch Hồ Chí Minh.
Năm 1973, ông được bổ nhiệm vào chức danh Bộ trưởng Nhà nước trong Chính phủ Cách mạng lâm thời Cộng hòa miền Nam Việt Nam và đứng đầu phái đoàn của chính phủ này tham dự hội nghị Paris để đàm phán về việc Mỹ rút quân khỏi cuộc xung đột. Sau sự kiện 30 tháng 4 năm 1975, Nguyễn Văn Hiếu nhận nhiệm vụ làm Bộ trưởng Bộ Văn hóa nhiệm kỳ 1976 – 1977, và cuối cùng là Bộ trưởng Bộ Văn hóa và Thông tin từ năm 1977 đến ngày 21 tháng 6 năm 1986. Ông qua đời vào thứ tư ngày 6 tháng 3 năm 1991 tại Thành phố Hồ Chí Minh theo một thông cáo chính thức của Thông tấn xã Việt Nam, nguyên nhân không được nêu rõ.
Nguyễn Văn Hiếu được truy tặng Huân chương Hồ Chí Minh vào ngày 6 tháng 3 năm 1991. Trước đó, ông cũng đã được tặng thưởng Huân chương Độc lập hạng Nhì.